# Christopher Franke
Pour les articles homonymes, voir Franke.
Ne doit pas être confondu avec Christopher Frank.
Christopher Franke, de son nom de naissance, Christoph Franke, né le 6 avril 1953 à Berlin, est un musicien et compositeur allemand.
Il a été membre du groupe de musique électronique allemand Tangerine Dream avec Edgar Froese et (entre autres) Peter Baumann de 1970 à 1988. Jouant de la batterie à l'origine, il se tourne vers le synthétiseur lorsque le groupe s'éloigne du rock psychédélique.
Après son départ du groupe, il fonde le label Sonic Images et, en 1991, l'Orchestre symphonique du film de Berlin, qui utilise équitablement instruments acoustiques et électroniques. En 1991 également, il s'installe à Los Angeles pour travailler sur des musiques de nombreux films et séries télévisées. Il a composé et dirigé avec son orchestre symphonique la quasi-totalité de la bande originale des cinq saisons et téléfilms de Babylon 5.
Parmi ses œuvres, l'album Perry Rhodan Pax Terra est inspiré des récits de science-fiction de la série de livres allemands autour du personnage Perry Rhodan.

## Discographie solo
Avant 1991, il a participé à 37 albums du groupe Tangerine Dream et écrit 30 musiques de films.
- Sonic Images Library :

Sonic Images Library Vol 1 (1989)
Sonic Images Library Vol 2 (1989)
Sonic Images Library Vol 3 (1989)
Sonic Images Library Vol 4 (1989)
Sonic Images Library Vol 5 (1989)
Sonic Images Library Vol 6 (1989)
Sonic Images Library Vol 1 (1989)
- Elektronische Musiek 1989 (1989) avec le morceau Vermillion Sands
- Pacific Coast Highway (1991)
- Universal Soldier (1992)
- McBain (1992) CD Promo - L'album sera annulé par la suite
- London Concert (1992)
- New Music for Films Vol.1 (1993)
- Elektronische Musiek 1994 (1989) avec le morceau Timesteps
- Klemania (1993)
- Klemania Remix (1996) Les morceaux sont différents
- Morphing Space (1996) CD Single version différente par rapport à l'album
- Night of the Running Man (1994) CD Promo à tirage limité
- Perry Rhodan Pax Terra (1996)
- The Celestine Prophecy (1996) [La Prophétie des Andes]
- Raven (1996)
- The Tommyknockers (1996) Promo CD annulé par la suite
- Tenchi Muyo, in Love: The Movie (1996)
- Movie Magic (1996) CD Single
- 18 Wheels of Justice (1996) CD Single
- Alchemy of the Heart (1996) Versions japonaise et instrumentale
- Enchanting Nature (1996)
- Pacific Blue (1997)
- Transformation of Mind (1997)
- Babylon 5 : 24 épisodes et 3 films télévision ont été réalisés sous le label de Franke, Sonic Images Records, entre 1995 et 2001 :

Babylon 5 prerelease (1995) Signed
Babylon 5 (1995) un morceau supplémentaire
original Soundtracks
1st Set :
#310 Severed Dreams (1996)
#312 A Late Delivery From Avalon (1996)
#318 Walkabout (1996)
#321 Shadow Dancing (1996)
#322 Z'Ha'Dum (1996)
2nd Set :
#222 Fall of Night (1995)
#315 Interludes & Examinations (1996)
#406 Into the Fire (1997)
#415 No Surrender, No Retreat (1997)
#417 Face Of The Enemy (1997)
#513 The Ragged Edge (1998)
3rd Set :
#112 Chrysalis (1994)
#209 The Coming of Shadows (1995)
#316 War Without End, Part 1 (1996)
#317 War Without End, Part 2 (1996)
#402 Whatever Happened to Mr. Garibaldi? (1997)
#405 The Long Night (1997)
#411 Lines of Communication (1997)
#420 End Game (1997)
4th Set :
#404 Falling Toward Apotheosis (1997)
#516 Darkness Ascending (1998)
#522 Objects at Rest (1998)
#523 Sleeping in Light (1998)
+ :
#320 And the Rock Cried Out, No Hiding Place (1996)
Babylon 5 Vol.1 Babylon 5 Suites (1995) (sountrack)
Babylon 5 Vol.2 Messages From Earth (1997) (sountrack)
Babylon 5 In the Beginning (1998) (film)
Babylon 5 The River Of Souls (1999) (film)
Babylon 5 Third Space (1999) (film)
Babylon 5 Best of Babylon 5 (2001) avec un inédit
Babylon 5: Lost Tales (2007)
- Infinite Horizon – Metaphonic Chronicles (1998)
- Watch the Skies - Tommyknockers Suite (1998)
- Reunion, Journey to the Bermuda triangle (1999) CD promotionnel
- Epic (1999)
- Earthtone (1999)
- Circular Signs (2000) Compilation d'inédits
- New Music for Films, Vol.2 (2000)
- The Calling (2001)
- Ludwig 2 (2002) musique pour la pièce de théâtre
- New Music for TV Vol. 1 (2002) Compilation de musiques inédites de séries et d'émissions TV
- New Music for TV Vol. 2 (2003) Compilation de musiques inédites de séries et d'émissions TV
- Music for Films Vol.3 (2003) CD-R
- What the Bleep ... Do We Know? (2007) [Que savons-nous vraiment de la réalité ?]

## Filmographie

### Cinéma
- 1972 : Geradeaus bis zum Morgen
- 1977 : Le Convoi de la peur (Sorcerer)
- 1978 : Kneuss
- 1978 : Game Over (film, 1978)
- 1980 : Take It to the Limit
- 1981 : Le Solitaire (Thief)
- 1981 : Strange Behavior (en)
- 1982 : Crisis
- 1982 : Le Soldat (The Soldier)
- 1983 : Risky Business
- 1983 : Onde de choc (Wavelength)
- 1983 : Spasmes (Spasms)
- 1983 : La Forteresse noire (The Keep)
- 1984 : Charlie (Firestarter)
- 1984 : Flashpoint
- 1984 : Heartbreakers
- 1984 : Défense d'aimer (Forbidden)
- 1985 : Vision Quest
- 1985 : Chaleur rouge (Red Heat)
- 1985 : Vampire, vous avez dit vampire ? (Fright Night)
- 1986 : Zoning
- 1987 : Canyon Dreams (vidéo)
- 1987 : Aux frontières de l'aube (Near Dark)
- 1987 : Trois heures, l'heure du crime (Three O'Clock High)
- 1991 : Sacré sale gosse (Dutch)
- 1991 : McBain
- 1991 : Eye of the Storm
- 1992 : Universal Soldier
- 1994 : Désigné pour tuer (Night of the Running Man)
- 1995 : Requiem
- 1995 : Terror Clinic (Exquisite Tenderness)
- 1996 : Menno's Mind (en)
- 1996 : Tenchi Muyô! In Love
- 1996 : Le Guerrier d'acier (Solo)
- 1996 : Public Enemies
- 1997 : Jamaica Beat
- 1997 : Ms. Bear
- 1998 : Tarzan et la Cité perdue (Tarzan and the Lost City)
- 1999 : Fortress 2 : Réincarcération (Fortress 2)
- 2000 : Seventeen Again
- 2000 : The Calling
- 2001 : Jack the Dog
- 2001 : Byeoljubu hero
- 2002 : Johnny Flynton
- 2003 : Manhood
- 2004 : What the#$*! Do We (K)now!?
- 2004 : Guns, Genes & Fighting Machines: The Making of 'Universal Soldier' (vidéo)
- 2004 : A Tale of Two Titans (vidéo)
- 2005 : Berkeley
- 2005 : Hooligans
- 2005 : Firefighter
- 2006 : What the Bleep!?: Down the Rabbit Hole

### Télévision
- 1985 : Tonnerre mécanique ("Street Hawk") (série télévisée)
- 1986 : The Park Is Mine (téléfilm)
- 1987 : Tonight's the Night (téléfilm)
- 1987 : Prise au piège (en) (Deadly Care) (téléfilm)
- 1988 : Frühstück für Feinde (téléfilm)
- 1992 : She Woke Up (téléfilm)
- 1992 : Raven (téléfilm)
- 1993 : Journey to the Center of the Earth (téléfilm)
- 1993 : Walker, Texas Ranger ("Walker, Texas Ranger") (série télévisée)
- 1993 : Les Tommyknockers (The Tommyknockers) (téléfilm)
- 1993 : Angel Falls (série télévisée)
- 1994 : Movie Magic (série télévisée)
- 1994 : La Victoire d'une mère (The Yarn Princess) (téléfilm)
- 1994 : M.A.N.T.I.S. (série télévisée)
- 1994 : Délit d'amour (Beyond Betrayal) (téléfilm)
- 1995 : Kidnappé (In the Line of Duty: Kidnapped) (téléfilm)
- 1995 : Au-delà du réel : L'aventure continue ("The Outer Limits") (série télévisée)
- 1996 : Hypernauts (série télévisée)
- 1996 : Pacific Blue (série télévisée)
- 1996 : Vengeance à double face (A Face to Die For) (téléfilm)
- 1996 : Code Name: Wolverine (téléfilm)
- 1997 : Passion violée (Tell Me No Secrets) (téléfilm)
- 1997 : L'Héritière (The Inheritance) (téléfilm)
- 1997 : Kalte Küsse (téléfilm)
- 1997 : The Devil's Child (téléfilm)
- 1998 : Babylon 5: In the Beginning (téléfilm)
- 1998 : Perdus dans le triangle des Bermudes (Lost in the Bermuda Triangle) (téléfilm)
- 1998 : Babylon 5: Cinquième dimension (Babylon 5: Thirdspace) (téléfilm)
- 1998 : Déluge infernal (Terror in the Mall) (téléfilm)
- 1998 : Babylon 5: The River of Souls (téléfilm)
- 1999 : From Star Wars to Star Wars: The Story of Industrial Light & Magic (téléfilm)
- 1999 : La Mélodie de Noël (A Holiday Romance) (téléfilm)
- 2000 : La Loi du fugitif ("18 Wheels of Justice") (série télévisée)
- 2001 : When Dinosaurs Roamed America (téléfilm)
- 2001 : Le Crime de l'Orient-Express (Murder on the Orient Express) (téléfilm)
- 2001 : The Amazing Race (série télévisée)
- 2002 : Babylon 5: The Legend of the Rangers: To Live and Die in Starlight (téléfilm)
- 2002 : Souvenirs d'amour (Dancing at the Harvest Moon) (téléfilm)
- 2002 : Dear Santa (téléfilm)
- 2003 : The Family (en) (série télévisée)
- 2003 : Hunter: Back in Force (téléfilm)
- 2003 : Hunter (série télévisée)
- 2003 : Consentements volés (A Date with Darkness: The Trial and Capture of Andrew Luster) (téléfilm)
- 2003 : Footsteps (téléfilm)
- 2003 : Un étrange enlèvement (The Elizabeth Smart Story) (téléfilm)
- 2004 : Mad Mad House (série télévisée)
- 2004 : Pat Croce Moving In (série télévisée)
- 2004 : Todd TV (série télévisée)
- 2004 : Amish in the City (série télévisée)
- 2004 : No Opportunity Wasted (série télévisée)
- 2010 : Des bleus au cœur (Reviving Ophelia) (téléfilm)